# ゴーラ人
ゴーラ人（ゴーラじん、ゴーラ語:Горанци / Goranci）は、「高地人」を意味し、コソボ、マケドニア共和国、アルバニアの3地域にまたがるゴーラに居住する南スラヴ人の集団である。「我が人々」を意味するナシンツィ（Našinci）の自称も使われる。同じ地域に住むアルバニア人による他称としてブルガレツィ（Bulgareci）、トルベシュ（Torbeshë）、ポトゥル（Poturë）がある。ゴーラ人の話す言語はゴーラ語であり、ゴーラ人自身は「我らの言語」を意味するナシンスキ（Našinski）の呼称で呼んでいる。ゴーラ地域のうちコソボに含まれる部分はシャリ / ドラガシュ自治体に、アルバニアの部分はシシュタヴェツ自治体に、マケドニア共和国の部分はシャル山地地域に含まれる。主にイスラム教を信仰しており、多種多様な民族文化に富んでいる。彼らはボシュニャク人、セルビア人、ブルガリア人、マケドニア人などの一部とされてきているが、そのいずれとも異なる少数民族とする見方もある。ゴーラ人の一部は既にアルバニア化されている。1991年にユーゴスラビア社会主義連邦共和国によって行われた国勢調査では、ゴーラ人たちは自身をムスリム人と回答している。マケドニア共和国においても、彼らの民族自認はその宗教によるところが大きい。

## 用語
ゴーラ（Гора / Gora）はこの地域を指し示す言葉として伝統的に用いられており、「山」や「高地」を意味している。ゴーラ語で「山地人」「高地人」を意味するゴランツィ（Горанци / Goranci）は、日本語では「ゴーラ人」と呼ばれる。

## 歴史
ゴーラ地域には伝統的にゴーラ人が居住しているが、その他のスラヴ人やアルバニア人も地域的なアイデンティティとしてゴーラ人を称することもあった。ゴーラ地域はセルビア帝国の皇帝ステファン・ウロシュ4世の勅令にも言及されており、当時はプリズレンの聖大天使修道院の土地であった。地域には6世紀から7世紀にかけてスラヴ人が住むようになり、後にブルガール人が侵入して定着するようになった。
1455年、ゴーラはオスマン帝国に侵攻され、セルビア人の王国からオスマン帝国のルメリアの一部、プリズレン県（プリズレン・サンジャク）へと編入された。その後、特に16世紀末にはオスマン帝国の社会への同化が進められた。バルカン半島の住民の間で進行していたイスラム化の動きは急速であり、多くのモスクが建造された（モスクの多くは19世紀末のセルビアによる侵攻や、20世紀後半にアルバニアを支配したエンヴェル・ホッジャの政権によって破壊され、再建の必要が生じた）。ゴーラ人はその後もムスリムでありながら、聖人の日を祝福するなどのキリスト教的な伝統を維持し続け、ボゴミル派の子孫を自認している。
ゴーラ地域が高い山々によって地理的に極めて孤立していることは、地域の住民によるスラヴ人やオスマン帝国の侵入への抵抗の支えとなった。14世紀のアルバニアでは多くのアルバニア人がオスマン帝国の侵入から逃れるためにイタリアやエジプト、シリア、ウクライナへと脱出したのと同様に、ゴーラでも帝国から逃れるための大規模な住民の脱出が発生した。脱出は数世紀にわたって続き、多くの人々がゴーラ地域を離れた。多くの人々がアメリカを目指し、同地にはゴーラ人のディアスポラが居住している（主にカリフォルニア）。オスマン帝国時代の住民脱出は、2つの潮流を作り出した。1つはプリズレン、シリニチ（Sirinić）方面へと向かい、もう1つはマケドニアのテトヴォへと向かった。マケドニア方面へ流出した住民はドルノ（Dolno）、パルチシュテ（Palčište）、テアルツェ（Tearce）の集落に住み着いた。彼らの子孫は現在もマケドニア共和国の一部に暮らしている。ゴーラ人の入植者はシャル山地の東側のウルヴィチ（Urvič）やイェロヴャネ（Jelovjane）に居住している。
1912年の第一次バルカン戦争では、セルビア軍が地域を制圧した。この結果、ゴーラ人の一部はオスマン帝国へと逃れた。1916年から1918年の第一次世界大戦では、ゴーラは中央同盟軍に占領され、1916年5月まではブルガリアが、その後1989年10月まではオーストリア＝ハンガリー帝国が地域を支配した。1918年以降、ゴーラはセルビア人・クロアチア人・スロベニア人王国（後のユーゴスラビア王国）の一部となった。ゴーラでは大規模な貧困や飢饉が起こり、多くの人々がより大きなコソボの都市・プリズレンや、マケドニアのテトヴォへと移った。
1925年の国際連盟の決定により、アルバニアの最終的な国境が決定された。これによって、ゴーラ地域の一体性を求めるゴーラ人の願いに反して、ゴーラ人のうち15,000人が住む9村はアルバニアの領土に組み入れられた。共産主義体制崩壊後のアルバニアで起こった経済危機や貧困も、住民のティラナやシュコドラなどの大都市への移住を引き起こし、地域のゴーラ人人口は低下した。
1999年のコソボ紛争、NATOによるユーゴスラビア空爆を経て、国際連合はセルビア領のコソボ・メトヒヤ自治州からセルビアの統治権を排除し、ゴーラ地域のうちコソボに含まれる部分は、他のコソボの諸地域とともに国際連合コソボ暫定行政ミッション（UNMIK）による統治下となる。コソボのゴーラ自治体は廃止され、北に隣接するオポヤ / オポリェ（Opoja / Opolje）と併せてシャリ / ドラガシュ（Sharri / Dragaš）自治体へと編入された（この変更をセルビア政府は承認していない）。ゴーラにはアルバニアからアルバニア人が流入し、その後アルバニア人民兵によるゴーラ人市民の殺害や虐待があったと報告されているが、未だ確認されていない。シャリ / ドラガシュ自治体ではアルバニア人が多数派となっている。
2007年、コソボの暫定自治政府諸機構（Provisional Institutions of Self-Government）はゴーラにボスニア語を教える学校を開設したが、このことに加えて、その校長がアルバニア人を自称していたこともあり、地元のゴーラ人の間で論争が引き起こされた。ゴーラ人の多くは民族的に同化されることを危惧して子供を学校に通わせることを拒否し、自前の民間学校で子供たちを教えている。1999年以降、6,500人を超えるゴーラ人が、多くのセルビア人やロマとともにセルビア本国へ脱出している。

## 言語

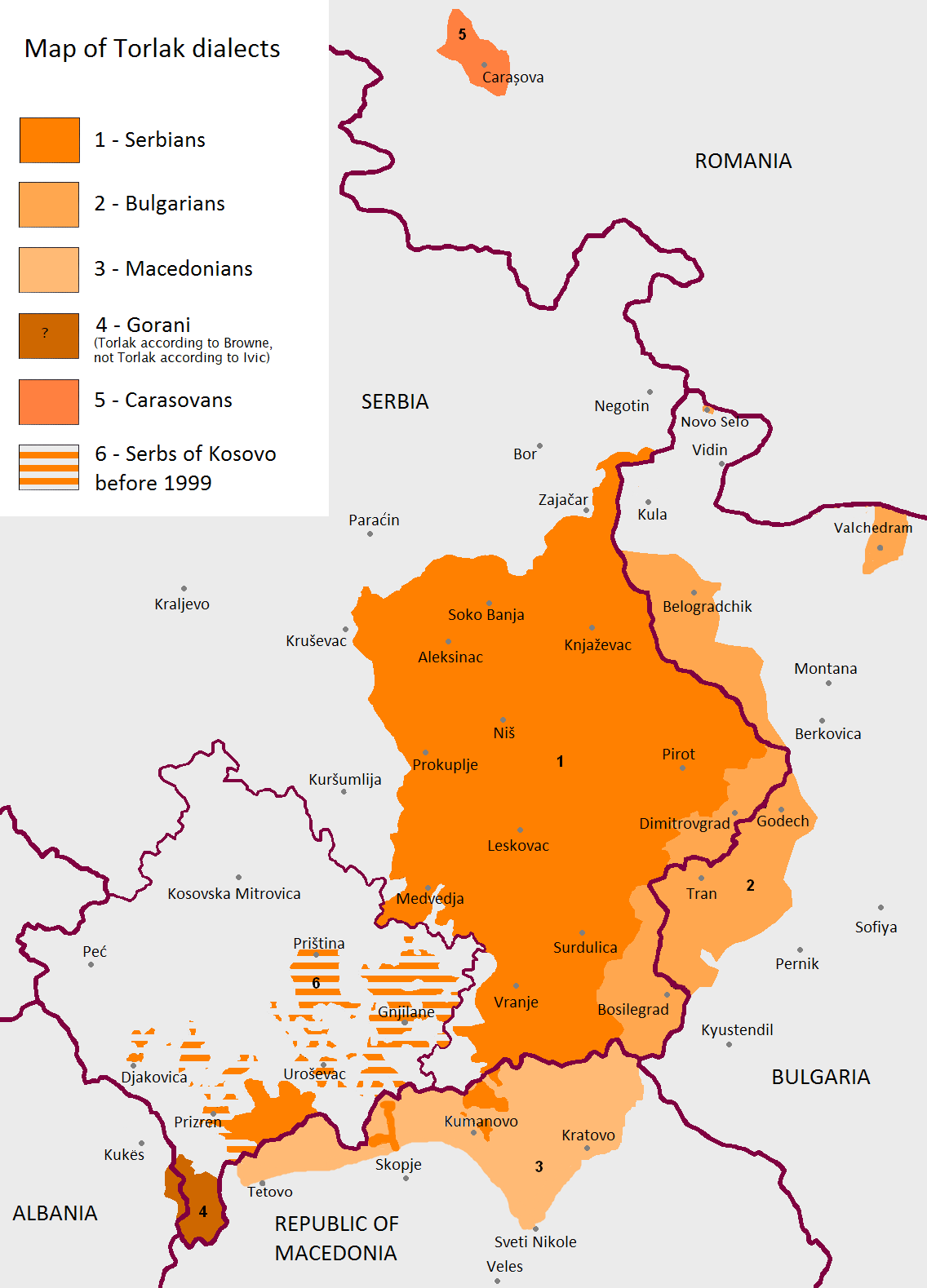
トルラク方言の分布粋。左下の濃い部分がゴーラ語である

ゴーラ人の話す方言はゴーラ語（ゴランスキГорански / Goranskiまたはナシンスキ Нашински / Našinski）と呼ばれる。この方言はマケドニア語とセルビア語の中間的な特徴を持ち、トルラク方言の一部と考えられている。スラヴ語に起源を持つ言葉も多い一方で、トルコ語やアラビア語、アルバニア語からの借用語も多い。
1991年のユーゴスラビアの国勢調査によると、ユーゴスラビアのゴーラ自治体の住民の54.8%は自身の言語をゴーラ語であるとしている。ゴーラ人の学者の一部は自身の言語をブルガリア語と見なしており、マケドニア北西部で話されている方言と同一であるとしている。
ゴーラ人の学者、ナジフ・ドクレ（Nazif Dokle）は、ブルガリア科学アカデミーの援助の下、初のゴーラ語・アルバニア語辞書（およそ43,000語収録）を2007年に編纂した In 2008 the first issue of a Macedonian language newspaper, Гороцвет (Gorocvet) was published.。ドクレはこの言語をブルガリア語の方言であるとしている。

## 人口

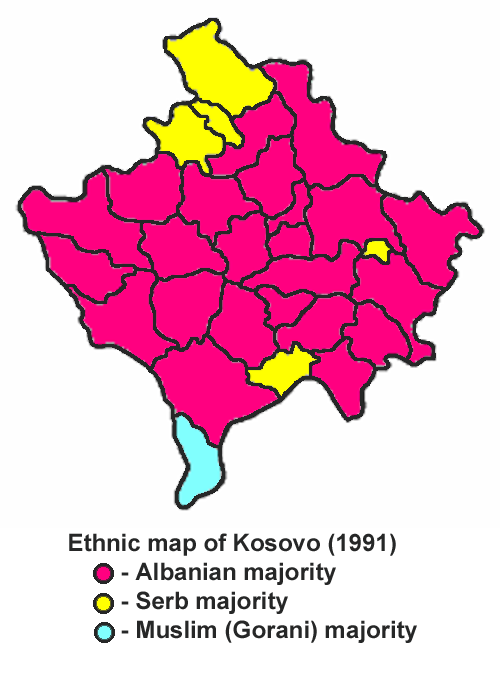
ユーゴスラビア時代のコソボの行政区分。コソボ最南端の青の部分がゴーラ自治体であり、ゴーラ人は多数派を形成していた。

1991年のユーゴスラビアの国勢調査では、ゴーラ自治体のゴーラ人人口は16,000人程度とされた。ゴーラ人の指導者たちは、現在もゴーラに留まっているゴーラ人は10,000人を下回ると推測しており、多くがアルバニアの首都ティラナなどへ流出したと見られている。ゴーラ人たちは、不安定な地域情勢と経済危機によって多くの人々がコソボを去ることを余儀なくされているとしている。また、迫害や差別があるとの指摘もされている。コソボを統治する国連機関であるUNMIKは、自治体の境界を引きなおし、ゴーラ人が多数派を形成していたゴーラ自治体を別の自治体と合併させた。ゴーラ自治体は、北に隣接しアルバニア人が多数派を占めるオポヤ / オポリェと合併し、新設されたシャリ / ドラガシュ自治体では少数派となった。

### 集落
以下はゴーラ人の集落の一覧である。括弧内はゴーラ語によるキリル文字表記である。
| Bačka（Бачка） Borje（Борје） Brod（Брод） Cernalevë（Црнолево） Dikance（Диканце） Donja Rapča（Доња Рапча） Donji Krstac（Доњи Крстац） Dragaš（Драгаш） Globočica（Глобочица） Gornja Rapča（Горња Рапча） Gornji Krstac（Горњи Крстац） Jelovjane（Јеловјане） Kosharisht（Кошариште） Kruševo, Kosovo Kruševo（Крушево） Kukaljane（Кукаљане） Leštane（Лештане） | Ljubovište（Љубовиште） Mlike（Млике） Novosej（Ново Село） Orçikël（Очикле） Orčuša（Орчуша） Orgjost（Оргоста） Orshekë（Орешек） Pakisht（Пакиште） Radeša（Радеша） Restelica（Рестелица） Shishtavec（Шиштејец） Urvič（Урвич） Vranište（Враништa） Zapod（Запод） Zli Potok（Зли Поток） |

### ゴーラ人ディアスポラ
ゴーラはほぼ2世紀にわたって低開発地域であり、多くの男性住民が地域外に出稼ぎに行った。このため、中央セルビア（特にベオグラード、3,340人）、ヴォイヴォディナ（606人）、マケドニア共和国（特に西部地域）、ボスニア・ヘルツェゴビナ、イタリア、ギリシャ、トルコ、そしてアルバニアやユーゴスラビアの共産主義政府から逃れるために1940年代以降はアメリカ合衆国（特にニューヨークやロサンゼルス）への移住が起こった。

## 文化と宗教
他のバルカンの人々と同様、ローマ人が侵入し、キリスト教が広められる前は、多くの汎神教的な信仰や、太陽の神への信仰があった。キリスト教（正教会）への改宗に続いて、オスマン帝国の支配下ではゴーラではイスラム教への改宗が進み、ゴーラ人のほとんどはその後もイスラム教徒である。しかし、ゴーラ人はその後もスラヴァや聖ゲオルギウスの日を祝福するなどの正教会の伝統を部分的に受け継いでいる。
ゴーラ人の民俗音楽の一つに2ビートのコロがあり、これは足の動きを中心とした円舞である。これは常に右足から始まり反時計回りに進む。コロはたいてい、ズルレやカヴァル、タパン（Tapan）ｍダヴル（Davul）などによる演奏が伴い、アルバニア人やセルビア人などの周囲の他民族と同様に、歌唱を伴うことは多くない。

## 著名なゴーラ人
- ファフルディン・ユスフィ（英語版） - サッカー選手
- ミラレム・スレイマニ - サッカー選手
- ヴェルディン・ホジャ - サッカー選手
- ハルン・ヒサニ（英語版） - 学者